# Municipio de Eliot
El municipio de Eliot (en inglés: Eliot Township) es un municipio ubicado en el condado de Louisa en el estado estadounidense de Iowa. En el año 2010 tenía una población de 334 habitantes y una densidad poblacional de 3,86 personas por km².

## Geografía
El municipio de Eliot se encuentra ubicado en las coordenadas 41°7′9″N 91°0′15″O / 41.11917, -91.00417. Según la Oficina del Censo de los Estados Unidos, el municipio tiene una superficie total de 86.57 km², de la cual 79,82 km² corresponden a tierra firme y (7,79 %) 6,74 km² es agua.

## Demografía
Según el censo de 2010, había 334 personas residiendo en el municipio de Eliot. La densidad de población era de 3,86 hab./km². De los 334 habitantes, el municipio de Eliot estaba compuesto por el 96,71 % blancos, el 1,5 % eran de otras razas y el 1,8 % eran de una mezcla de razas. Del total de la población el 2,69 % eran hispanos o latinos de cualquier raza.